# 신평초등학교 (경기)
신평초등학교는 대한민국 경기도 하남시에 있는 공립 초등학교이다.

## 학교 연혁
- 2004. 12. 27 신평초등학교 설립 인가
- 2005. 09. 01 신평초등학교 개교
- 2005. 09. 01 초대 정호영 교장 취임
- 2005. 09. 01 신평초등학교 10학급 편성
- 2005. 09. 01 신평초등학교 급식소 개소식
- 2005. 10. 20 신평초등학교 개교 기념식
- 2005. 10. 24 신평초등학교 도서관 개관식
- 2006. 03. 01 신평초등학교 21학급, 유치원 1학급 편성
- 2006. 09. 01 제2대 이정우 교장 부임
- 2009. 03. 01 3대 조애귀 교장 부임
- 2009. 03. 01 제2 컴퓨터실 개설
- 2010. 03. 01 초등 28학급, 초등1학급, 유치원2학급
- 2013. 02. 20 제 7회 졸업(144명, 총 891명)
- 2013. 03. 01 24학급, 유치원 2학급, 특수학급 1학급 편성
- 2013. 09. 01 제4대 최희보 교장 부임
- 2014. 03. 01 23학급, 유치원 2학급, 특수학급 1학급 편성